# Vänersborg och Väne-Ryrs församling
Vänersborg och Väne-Ryrs församling är en församling i Väne kontrakt i Skara stift. Församlingen ligger i Vänersborgs kommun i Västra Götalands län och utgör ett eget pastorat.

## Administrativ historik
Församlingen bildades 2010 genom sammanslagning av Vänersborgs församling och Väne-Ryrs församling och utgör sedan dess ett eget pastorat.

## Kyrkobyggnader

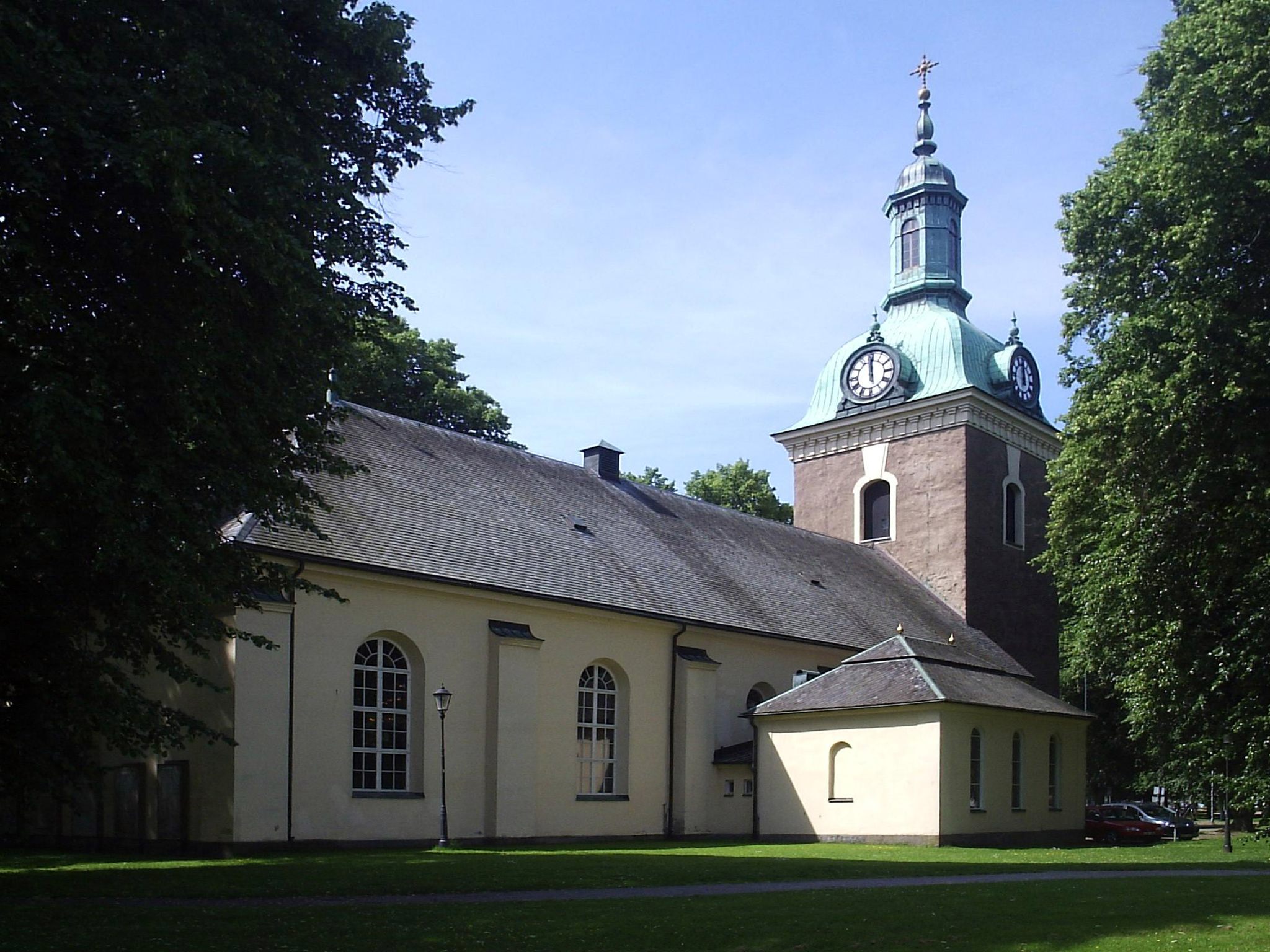
Vänersborgs kyrka
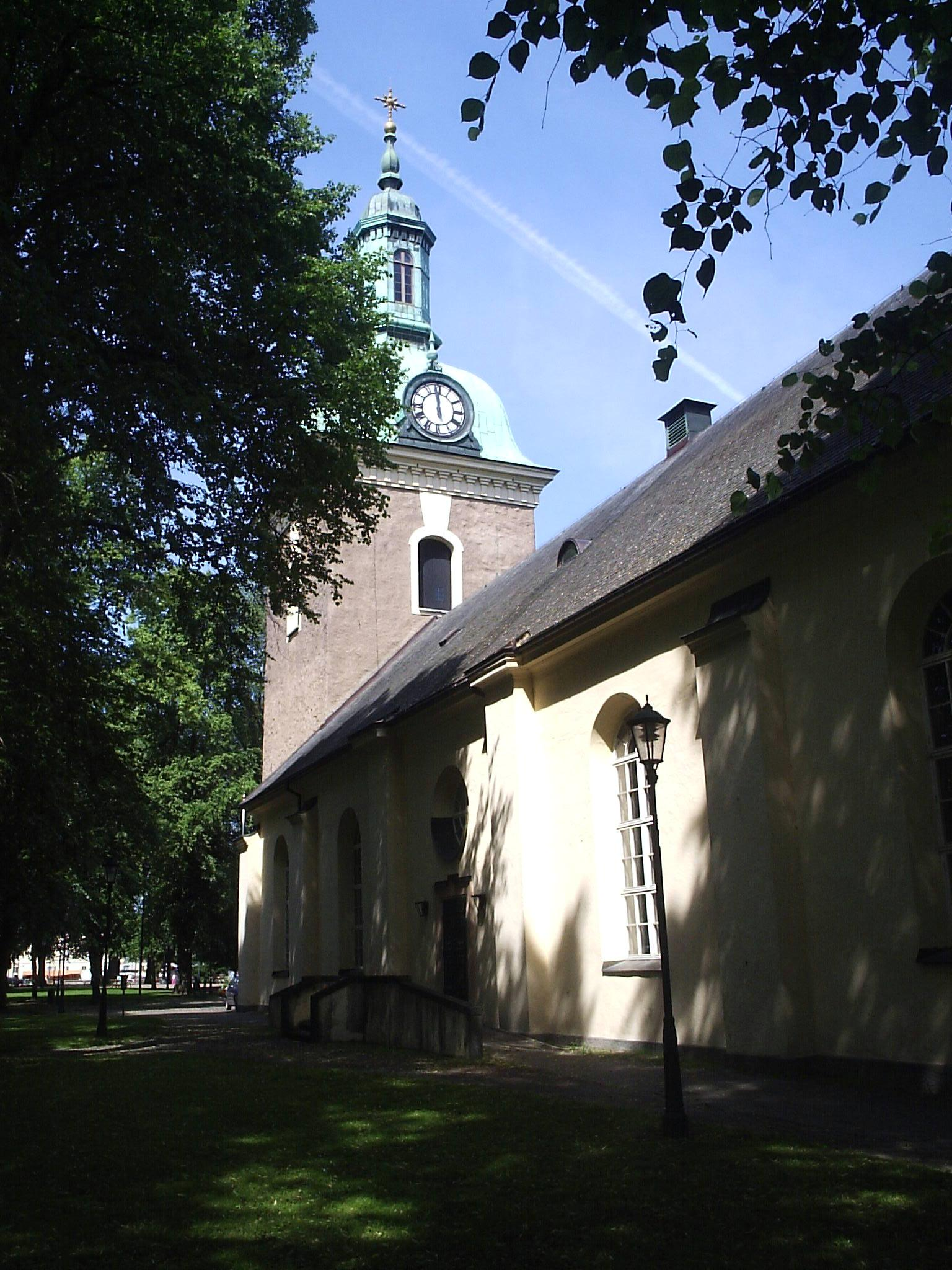
Vänersborgs kyrka, södra sidan
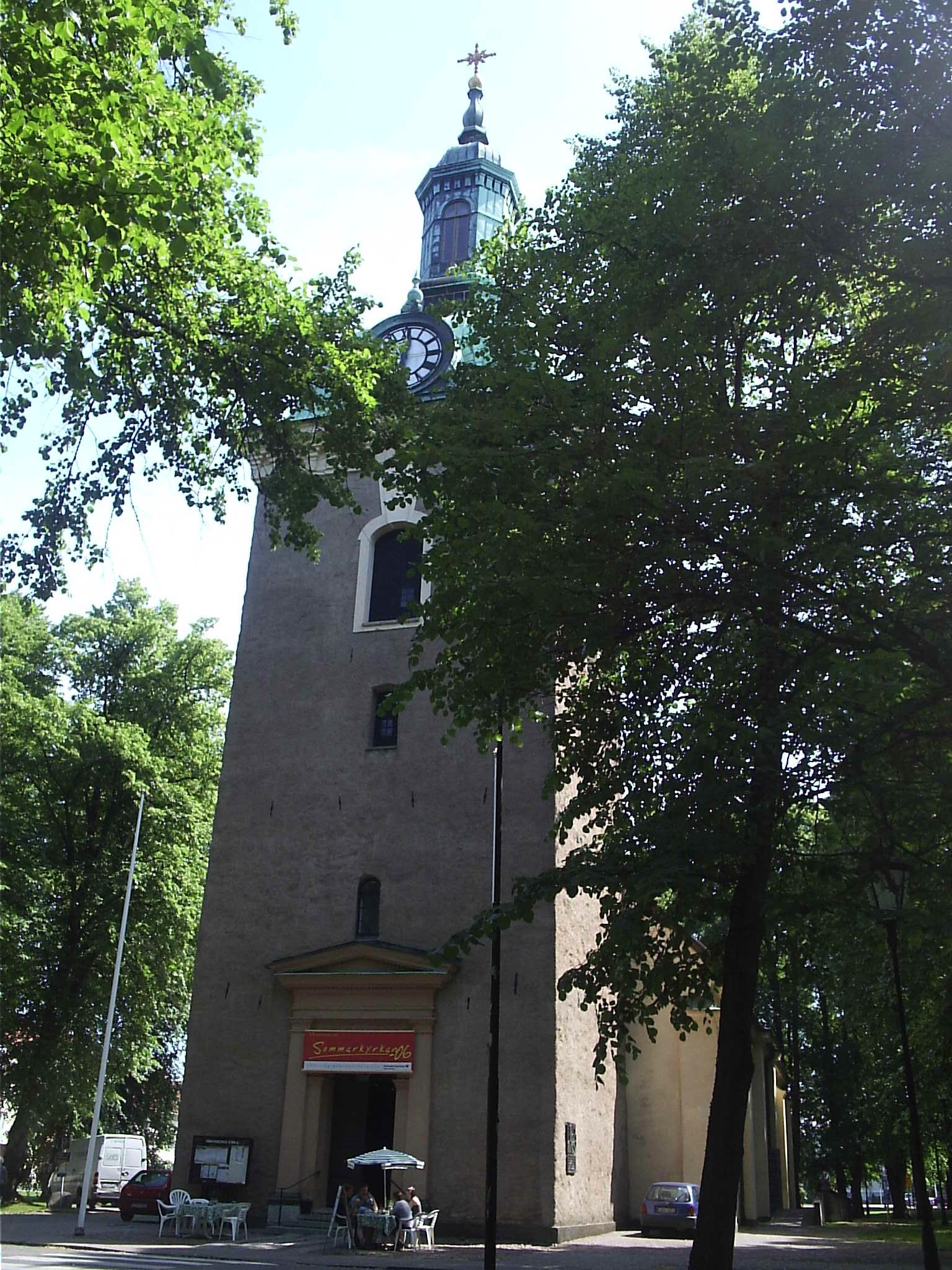
Vänersborgs kyrka, tornet i väster
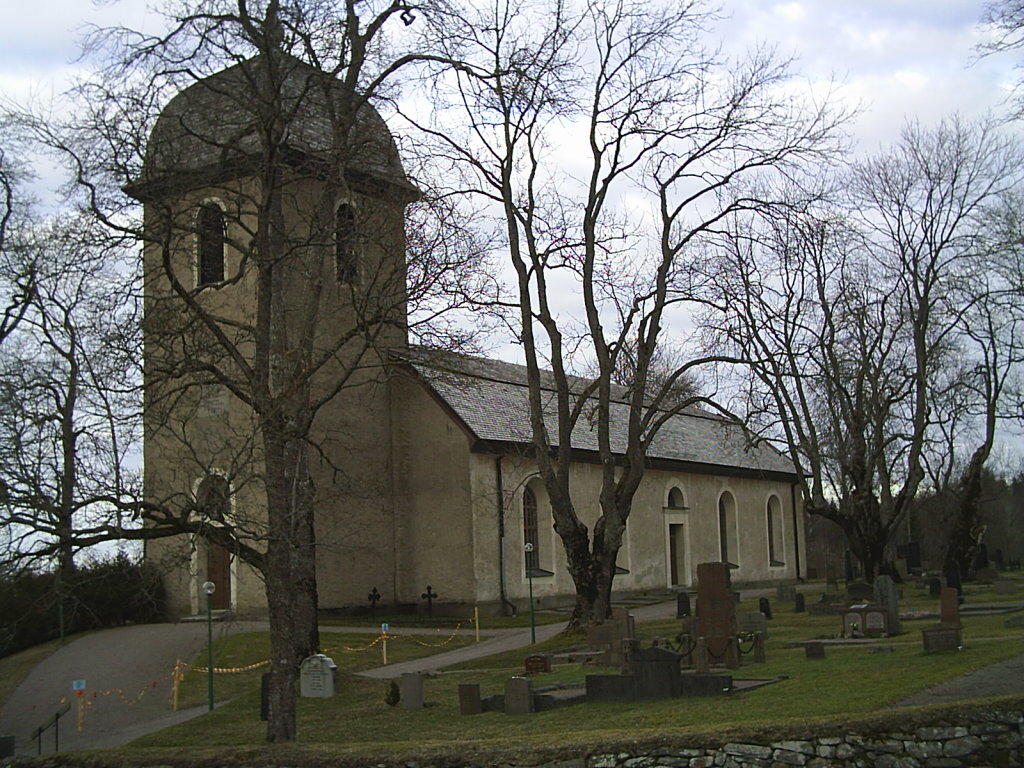
Vassända-Naglums kyrka
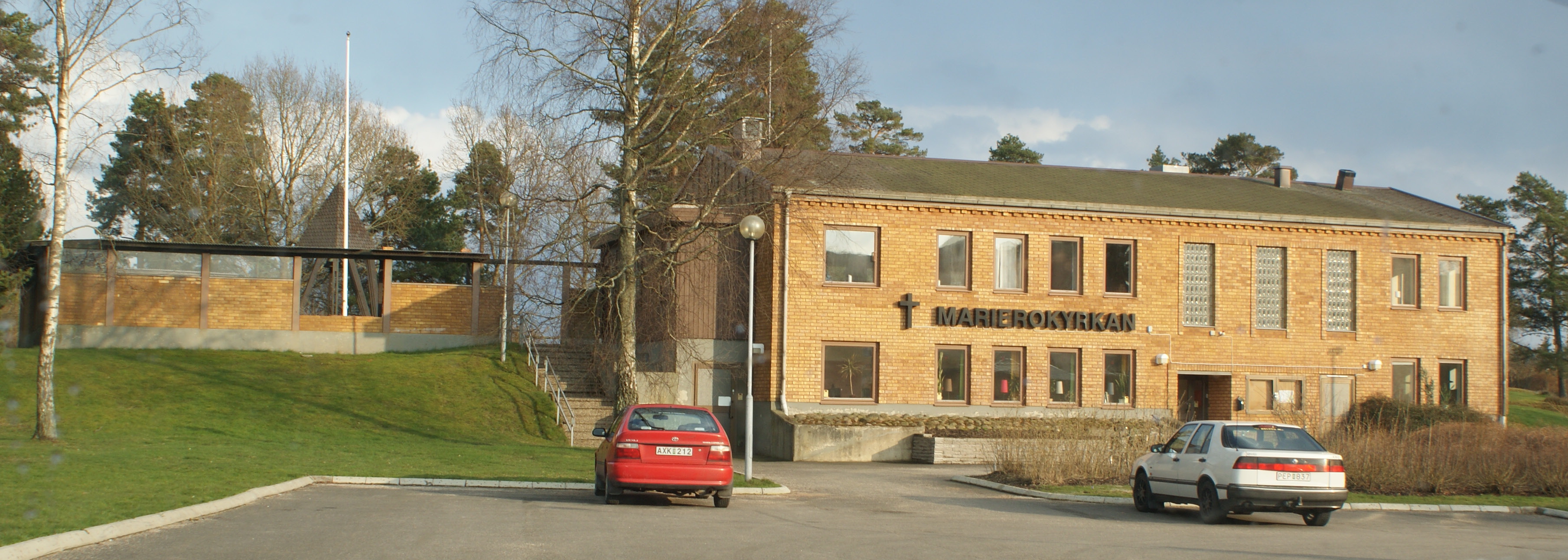
Marierokyrkan i Vänersborg
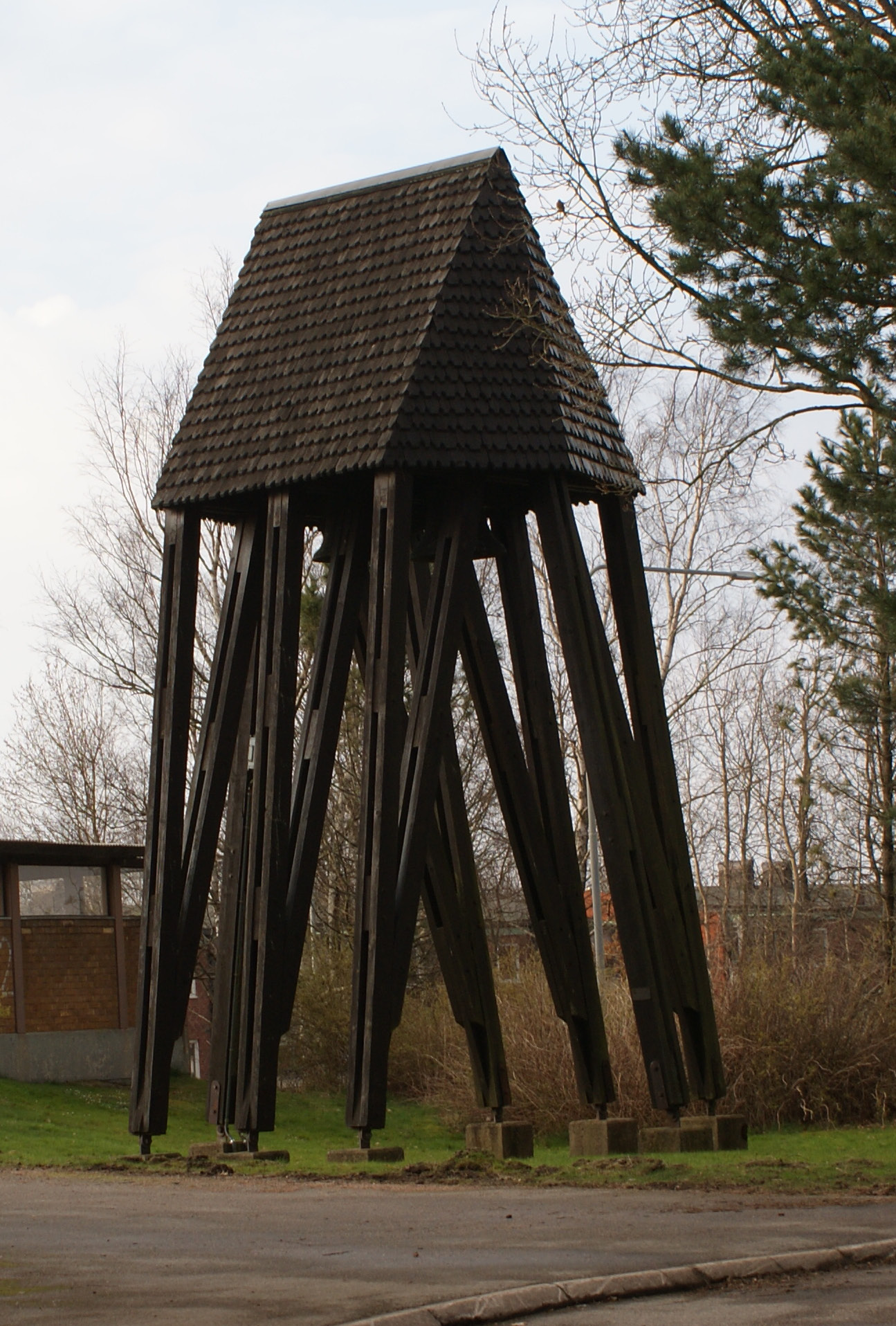
Klockstapeln vid Marierokyrkan i Vänersborg
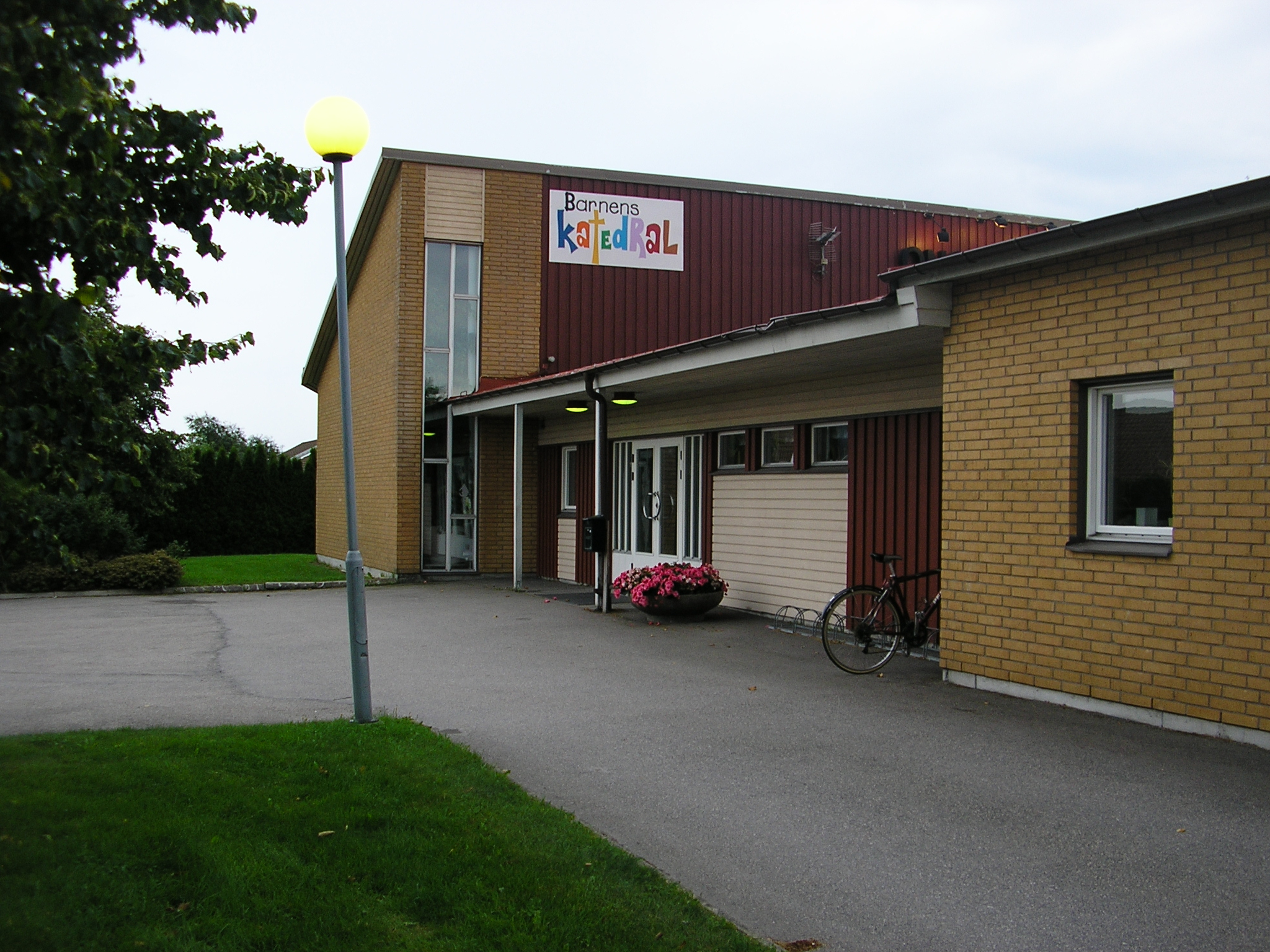
Onsjökyrkan.

- Blåsutkyrkan
- Marierokyrkan
- Onsjökyrkan
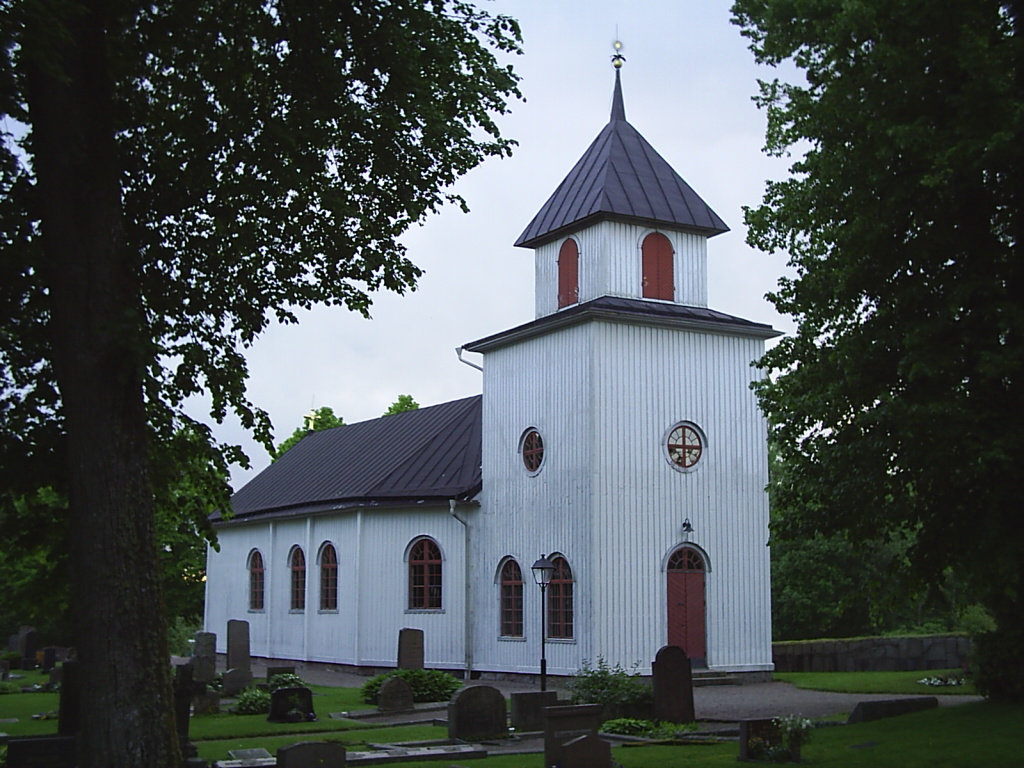
Väne-Ryrs kyrka

- Vänersborgs kyrka
- Vänersborgs kyrka, södra sidan
- Vänersborgs kyrka, tornet i väster
- Vassända-Naglums kyrka
- Marierokyrkan i Vänersborg
- Klockstapeln vid Marierokyrkan i Vänersborg
- Onsjökyrkan.
- Väne-Ryrs kyrka

### Fotnoter
1. 1 2  Medlemmar i Svenska kyrkan i förhållande till folkmängd den 31.12.2019 per församling, kommun och län samt riket, Svenska kyrkan, läs online.[källa från Wikidata]
2. ↑  ”Församlingar”. Statistiska centralbyrån. https://www.scb.se/hitta-statistik/regional-statistik-och-kartor/regionala-indelningar/forsamlingar/. Läst 30 december 2022.